# Mazyadides

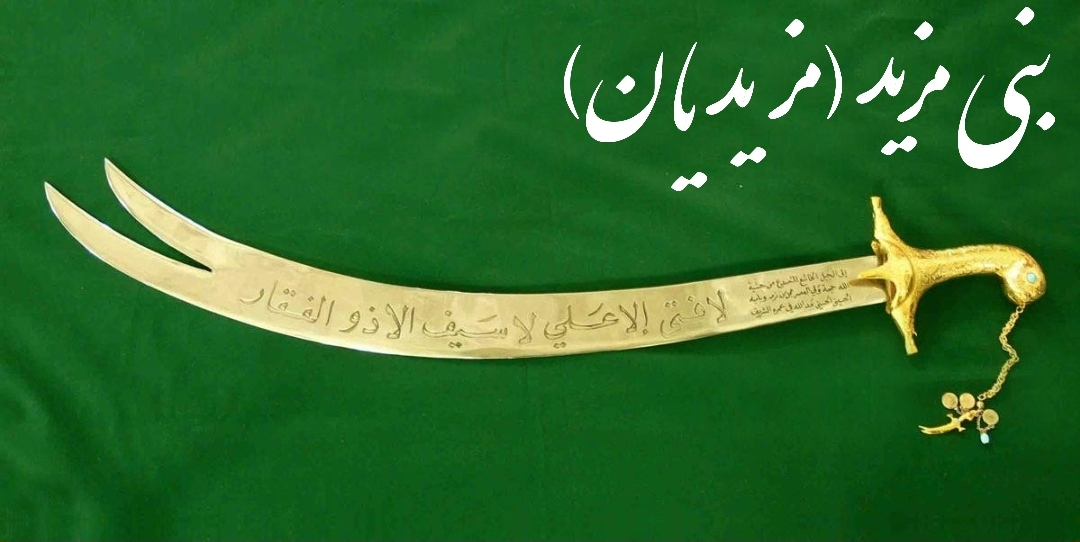
Drapeau des Mazyadides.

Les Mazyadides sont une dynastie d'émirs arabes ayant régné sur le nord de l'Irak au Xe  et au  XIe siècle.
La dynastie des Mazyadides a été fondée en 998 par Ali ibn Mazyad, chef de la tribu des Banu Asad.
Ils ont été implantés dans la région par les Bouyides, pour assurer la sécurité de cette dynastie.
Ils feront d'Hilla (?) (Koufa) leur capitale politique. Malgré l'hostilité des Uqaylides à leur encontre, ils deviennent sous l'émir Nur ad-Dawla Dubays (1018-1081) l'une des premières puissances régionales qui a compté lors de l'arrivée des Seldjoukides.
Au XIe siècle, au moment de l'affaiblissement des Seldjouks, le Calife autorise le prince Sayf ad-Dawla Sadaka de porter le titre de "roi des Arabes", ce qui renforça considérablement son autonomie.
Les Seldjouks finissent par vaincre Sadaka, mais la dynastie se maintient encore dans la région pendant un demi-siècle.

## Source
- États, sociétés et cultures du monde musulman médiéval, tome 1, 	Jean-Claude Garcin.